# Matched betting
El Matched-Betting (conocido también como "apuestas equilibradas") es una técnica que permite generar beneficios a través del aprovechamiento de bono de apuestas ofrecidos por los corredores de apuestas. Generalmente es considerada una técnica sin riesgos, ya que tiene bases matemáticas. Las ganancias suelen ser el 60% del importe del bono. Se ha extendido en España y en Latinoamérica desde 2018 con NinjaBet.es y se ha convertido en uno de los métodos más utilizados por los estudiantes universitarios para ganar en línea. Tras el lanzamiento de Ninjabet, han aparecido nuevas páginas para enseñar a los usuarios a hacer matched betting, como Amigos del Matched Betting y Against The Odds. 

## Concepto
Para poder realizar el Matched Betting, es necesario recibir un bono de apuestas y tener una cuenta en dos casas de apuestas diferentes. Cuando el bono es utilizado para apostar, el segundo corredor de apuestas será utilizado para cubrirse, de manera que el riesgo aleatorio se anule. Sea cual sea el resultado del partido, va a haber una apuesta ganadora y otra perdedora.

## Estrategias
Hay dos estrategias para realizar Matched Betting, asistido y manual:

### Asistido
El Matched Betting asistido exige la utilización de una plataforma en línea con herramientas (comparador y calculadoras) y guías que permiten acelerar y optimizar la técnica.

### Manual
El Matched Betting manual es menos práctico dado que es necesario buscar manualmente las ofertas y cuotas propicias.

## Riesgos
El Matched Betting está ideado para reducir al mínimo el riesgo y asegurar ganancias, aunque aún hay una posibilidad de pérdida en ciertos escenarios. Es esencial entender las circunstancias en las cuales podrías enfrentar desventajas:
-Errores en los cálculos: En caso de cometer un error al calcular las sumas de tus apuestas a favor o en contra, existe la posibilidad de terminar con pérdidas en lugar de ganancias.
-Cambios en las cuotas: Las cuotas en las casas de apuestas a favor y en contra pueden experimentar variaciones de forma rápida, lo que puede influir en la equidad de tus apuestas.
-Restricciones en las ofertas: Algunas ofertas y bonos podrían venir con limitaciones o requisitos que deben cumplirse antes de que puedas retirar tus ganancias. Si no logras satisfacer estos requisitos, podrías perder parte de tus ganancias o el valor total del bono.
-Modificaciones en las reglas de las casas de apuestas: Las reglas y políticas de las casas de apuestas pueden modificarse en cualquier momento. Esto puede impactar la manera en que se aplican las apuestas y las ofertas, con el potencial de generar pérdidas.
-Errores humanos: Aunque el Matched Betting se basa en gran medida en cálculos matemáticos, aún requiere intervención humana. Si llegas a cometer algún error al realizar una apuesta o al seguir el proceso, podrías enfrentar pérdidas.

## Reacciones de industria
Un portavoz de William Hill ha declarado que la industria del gambling no tiene nada en contra del Matched Betting dado que cualquier apostador puede utilizar el bono como quiera.
A pesar de las afirmaciones de las casas de apuestas de la industria, sí ejercen restricciones sobre los jugadores que realizan este tipo de estrategias de arbitraje.